# Angelo Roncone
Angelo Roncone (fl. XV secolo) è stato un condottiero italiano.

## Biografia
Nel 1428 fu inviato dal senato bolognese alla riconquista di Castel San Pietro. Fermatosi nel borgo, tentò più volte di forzare il castello, dovette cingerlo d'assedio rimasto infruttuoso ogni sforzo.